# پیانو نوازی (آلبوم)
 پیانو نوازی نام یک آلبوم موسیقی اثر  مرتضی محجوبی، هنرمند ایرانی است که در سبک سنتی تهیه شده و دارای ۶ آهنگ است.

## فهرست آهنگ‌ها
| ردیف | آهنگ          |
| ۱    | آواز دشتی     |
| ۲    | آواز بیات ترک |
| ۳    | آواز ابوعطا   |
| ۴    | آواز افشاری   |
| ۵    | دستگاه سه گاه |
| ۶    | دستگاه همایون |